# ファーストプロモーション
株式会社ファーストプロモーション（英語表記：firstpromotion Co.,Ltd.）は、日本のモデルプロダクションである。

## 概要
医療美容コンサルティングが主軸の会社が運営している。
DMMライブチャット正規一次代理店でもある。
業務協力関係のあるAVプロダクションがあり、多様なモデルの中にはそこを通じてAV女優となる者もいる。

## 所属モデル
- 羽月希
- 二階堂ゆり
- 美泉咲
- 月本愛
- 愛瀬美希
- 京野美麗
- 武藤あやか
- 星川光希
- 愛里るい
- 桜乃ゆいな
- 冴島エレナ
- 水原さな
- あすかみみ

### 所属していたモデル
- 愛須心亜
- あゆな虹恋（現・一ノ瀬恋）
- 久保今日子
- 桜ちずる
- 佐々木はるか
- 榊梨々亜
- 高梨あゆみ
- 知世奏
- 椿かなり
- 南希海
- 夏原カレン
- 七瀬りの
- 葉山美空
- 深津佳乃
- 三井悠乃
- 三浦まい
- 桃色バンビ
- 山口智美
- 凛音とうか

## 所属グラビアアイドル
- 柚木しおり